# Nambung River
Nambung River är ett vattendrag i Australien. Det ligger i delstaten Western Australia, omkring 170 kilometer nordväst om delstatshuvudstaden Perth.
Trakten runt Nambung River är nära nog obefolkad, med mindre än två invånare per kvadratkilometer. Genomsnittlig årsnederbörd är 632 millimeter. Den regnigaste månaden är juli, med i genomsnitt 125 mm nederbörd, och den torraste är december, med 12 mm nederbörd.